# 낮술
낮술은 2009년 개봉한 대한민국의 독립영화이다. 홍보문구는 '술과 여자의 공통점. 남자라면, 거절할 수 없다?!'

## 내용
여자친구와 헤어진 '혁진'이 강원도 정선군으로 여행을 떠나면서 벌어지는 이야기를 다루고있다.

## 출연진
- 혁진 (송삼동)
- 옆방여자 (김강희)

## 수상
- 2008년 제61회 로카르노 영화제 국제경쟁 - 특별언급
- 2008년 제61회 로카르노 영화제 넷팩상
- 2008년 제9회 전주국제영화제 JJ-Star상
- 2008년 제9회 전주국제영화제 관객평론가상